# PATRICIA
PATRICIA, artiestennaam van Patricia van Haastrecht (Amsterdam, 17 mei 1989) is een Nederlandse zangeres.
In het seizoen 2018–2019 bereikte ze de finale van The voice of Holland. Ze is met een 2e plek naar huis gegaan. Ze werd geroemd vanwege haar geweldige verschijning, zangstem en -kwaliteiten. Haar blind audition nummer Rise Up had meer dan 10 miljoen views en was zelfs #1 trending NL op YouTube. 
Op 10 mei 2019 gaf ze haar eerste concert met haar eigen band in TivoliVredenburg in Utrecht.
Sindsdien tourt ze door heel Nederland met haar eigen clubtour en verschillende shows en optredens, en behalve voor bruiloften leent ze haar stem ook voor uitvaartceremonies, via platform ‘Time to say Goodbye’. PATRICIA schrijft daarnaast haar eigen songs en brengt deze zelf uit.
PATRICIA heeft o.a. samengewerkt met Albert Harvey, bekend van zijn werk met artiesten als David Guetta, Armin van Buuren en Mr. Probz. Met Guy Sebastian, de Australische singer-songwriter bekend van de hit “Before I Go”, stond ze in een uitverkocht De Melkweg in Amsterdam. 
In het voorjaar van 2021 nam ze deel aan het SBS6-zangprogramma We Want More, ze eindigde op de derde plaats.
PATRICIA speelde voor haar Voice avontuur in de musical Vals en vanaf 2018 ook in de musical Mamma Mia! waar ze onderdeel was van het ensemble en was ze tevens de 'cover' voor de rol van Sophie.
Op 27 februari 2019 werd bekend dat ze haar vaste rol bij Mamma Mia! opgezegd heeft.
PATRICIA zong en speelde in de voorstellingen Toon, Liedjesman (2017), Vals Live on Stage (2016/2017), Peter Pan het echte verhaal (2016), Ordinary Days (2015) en Ode aan Wilmink & Bannink (2014) en ze was ook vocalist bij Dinnershow Pandora, All You Need Is Love Kerstspecial (2017) en The Triolettes. 
In 2010 ontving ze de Jos Brink Genesius Penning.
Haar opleiding volgde PATRICIA bij de Frank Sanders Akademie voor Musicaltheater, ze volgde een cursus aan het Complete Vocal Institute in Kopenhagen en workshops van onder andere Jeroen Krabbé, Karin Bloemen en Inge Ipenburg en zanglessen van Margot Giselle en Marcel Swerissen. PATRICIA is mede-oprichtster van De Brug Musicaltheater.
Vanaf 2022 treedt PATRICIA op in de dinnershow Grandeur van Frank Wentink en Marc Forno. Vanaf 2023 treedt PATRICIA op in de show VEGAS in the Harbourclub Theater in Amsterdam.

## Discografie

### Singles
- I Will Go (2019)
- Thunder (2019)
- Fallin' Again (2020)
- You Make Me Feel Stronger (2021)
- Not So Different (2022)
- My Heart (2022)
- Let the water (2023)